# カフラー
カフラー（Khafra、カフレー、ケフレン、チェフレンとも）は、古代エジプト人の王（ファラオ）。古王国時代の第4王朝を統治した。クフの息子であり、ジェドエフラーの跡を継いで王となった。古代の歴史家・マネトによると、カフラーの跡はバカまたはバウエフラー（ギリシャ語式ではビケリス）王が王位を継いだ。しかし、考古学的史料では、メンカウラー王が王位を継いだとされる。カフラーはギーザで2番目に大きいカフラー王のピラミッドの建造者である。現代のエジプト学の見解では、その威容を残す大スフィンクスは紀元前2500年頃、カフラーのために建てられた 。ヘロドトスによる歴史的記録では、クフがエジプトの神殿を封鎖した後、その封鎖を続けた残虐で異端的な支配者であったとされており、それ以外に、カフラーについて知られている事は少ない。

## 家族

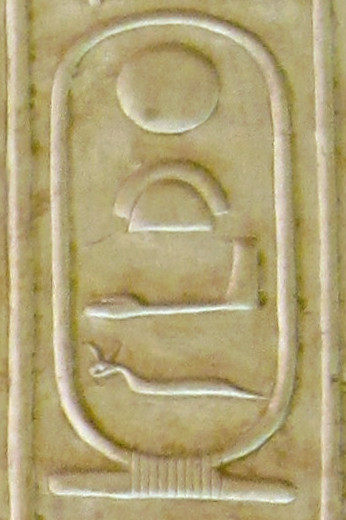
アビュドス王名表に記されたカルトゥーシュ名 Kha'afre

カフラーはクフ王の息子であり、前王ジェドエフラーの兄弟である。幾人かの学者はカフラーはメリタテス1世の息子であると考えている。それは彼女の記憶に敬意を表すカフラーの碑文があるためである。
王の妻、彼の最愛の人、ホルスに尽くす、メリトイティテス（Mertitytes）、

王の妻、彼の最愛の人、メリトイティテス。

二女神に愛される者に愛される。

彼女の言った事は何であれ彼女のために実行された人。

スネフェル（Snefr[u]）の大いなる寵愛を受けた。

クフ（Khuf[u]）の大いなる寵愛を受け、ホルスに尽くし、カフラーの下で重んぜられた。

メリトイ（ティテ）ス（Merti[tyt]es）[Breasted; Ancient Records]

別の学者はこの碑文は単に王妃がカフラーの治世中に死んだ事を示しているに過ぎず、カフラーは恐らく王妃ヘヌトセンの息子であると主張している。
カフラーは複数の妻を持ち、少なくとも12人の息子と3、4人の娘がいた。
- 王妃メルサンク3世：カワブとヘテプヘレス2世の息子であり、カフラーの姪に当たる。彼女はカフラーの息子ネベムアケト、ドゥアエヌラー、ニウセルラー、ケンテトゥカ及びシェプセトカウと名付けられた娘の母である。
- 王妃カメレルネブティ1世：メンカウラーと、彼の主たる妻であるカメレルネブティ2世の母である。
- ヘケヌヘジェト：カフラーの妻。彼の息子セケムカラーの墓の記録で言及されている。
- ペルセネト：墓の位置から考えて恐らくカフラーの妻。彼女はニカウラーの母である[3]。

カフラーの他の子供たちも知られているが、母親は特定されていない。他の息子にはアンクマラー、アクラー、イヌミン、イウヌラーがいる。またラケトラーとヘメトラーと名付けられた二人の娘が良く知られている。

## 治世

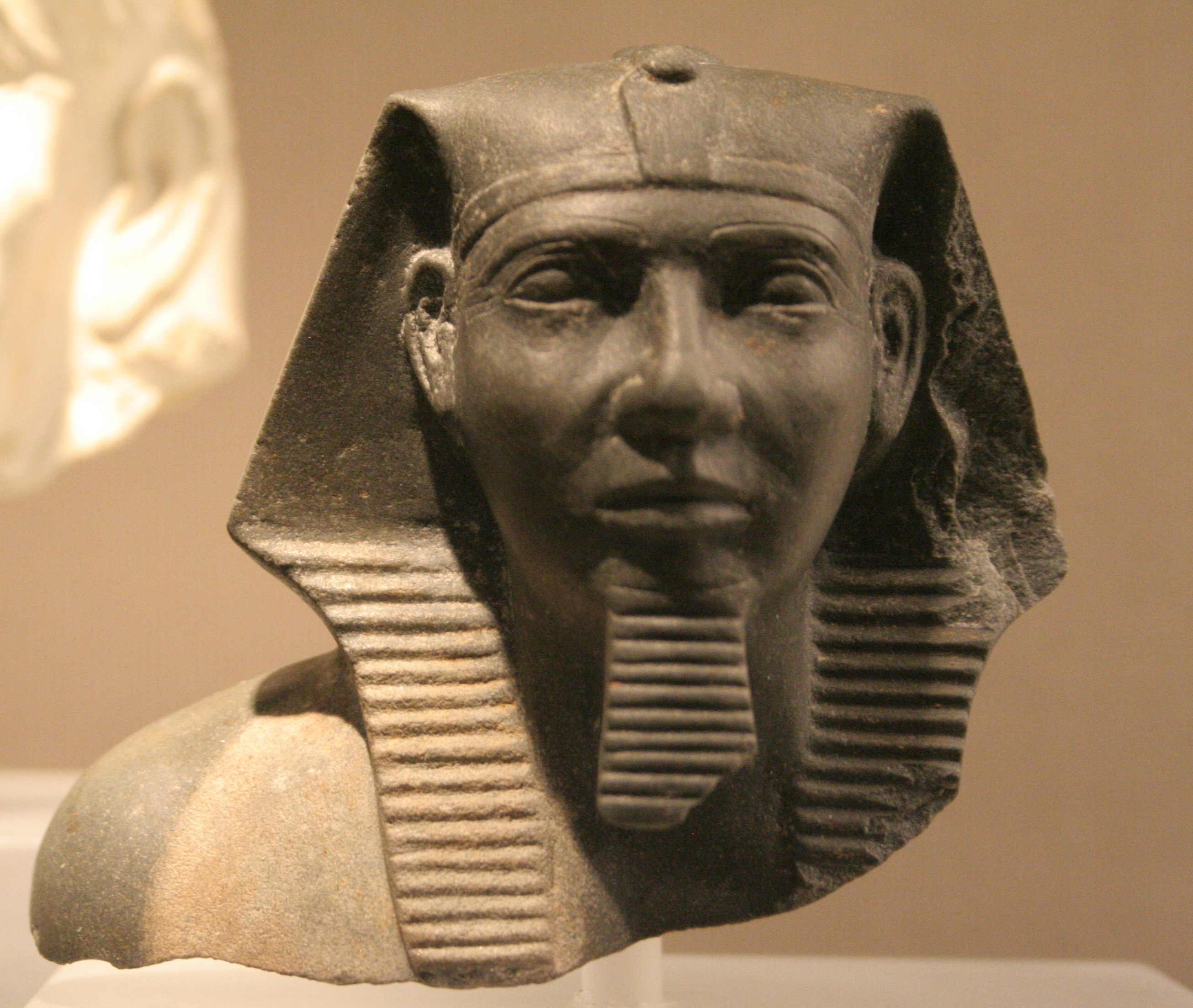
カフラー王。エジプト博物館（Ägyptisches Museum）蔵、 ゲオルグ・ステインドルフ発見、 ライプツィヒ

彼の在位期間について定説は無い。何人かの著者は前2558年-前2532年としている。第4王朝は一般的に前2650年頃-前2480年頃に年代づけられている。トリノ王名表の彼の在位年数が空白であり、マネトは66年という長すぎる数値を提示している。多くの学者はネクラー王子のマスタバ墓壁面に刻まれた銘に基づき、24年から26年の間であると考えている。この銘は12回数えた年、という年次があるが王名不詳である。だが、ネクラーがカフラーの息子であることからカフラーの在位年表記であると想定されている。カフラーの在位年を示す最も大きな数値は「第13年の出来事」であり、これはマスタバ G 7650の外装材の石の裏に書かれていた 。第4王朝時代の畜牛頭数調査が隔年で行われていたとするならば、この数値は24-25年の在位期間を示す。

## ピラミッド複合体

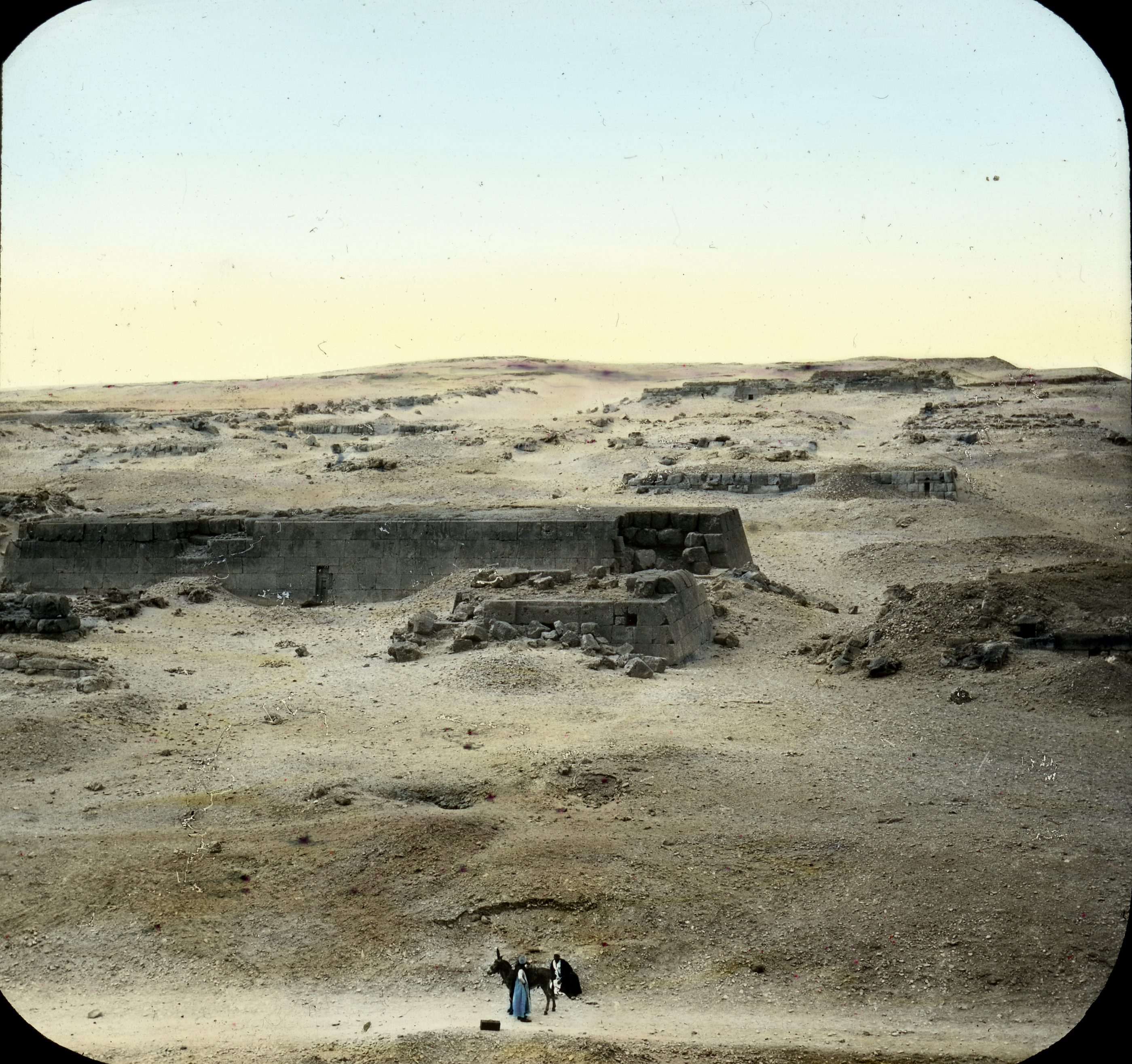
ランタン・スライド・コレクション: エジプトの事物. ギーザ [selected images]. View 07: エジプト - 古王国. ケフレンの神殿のプラン、 ギーザ、第4王朝., ブルックリン美術館アーカイブス

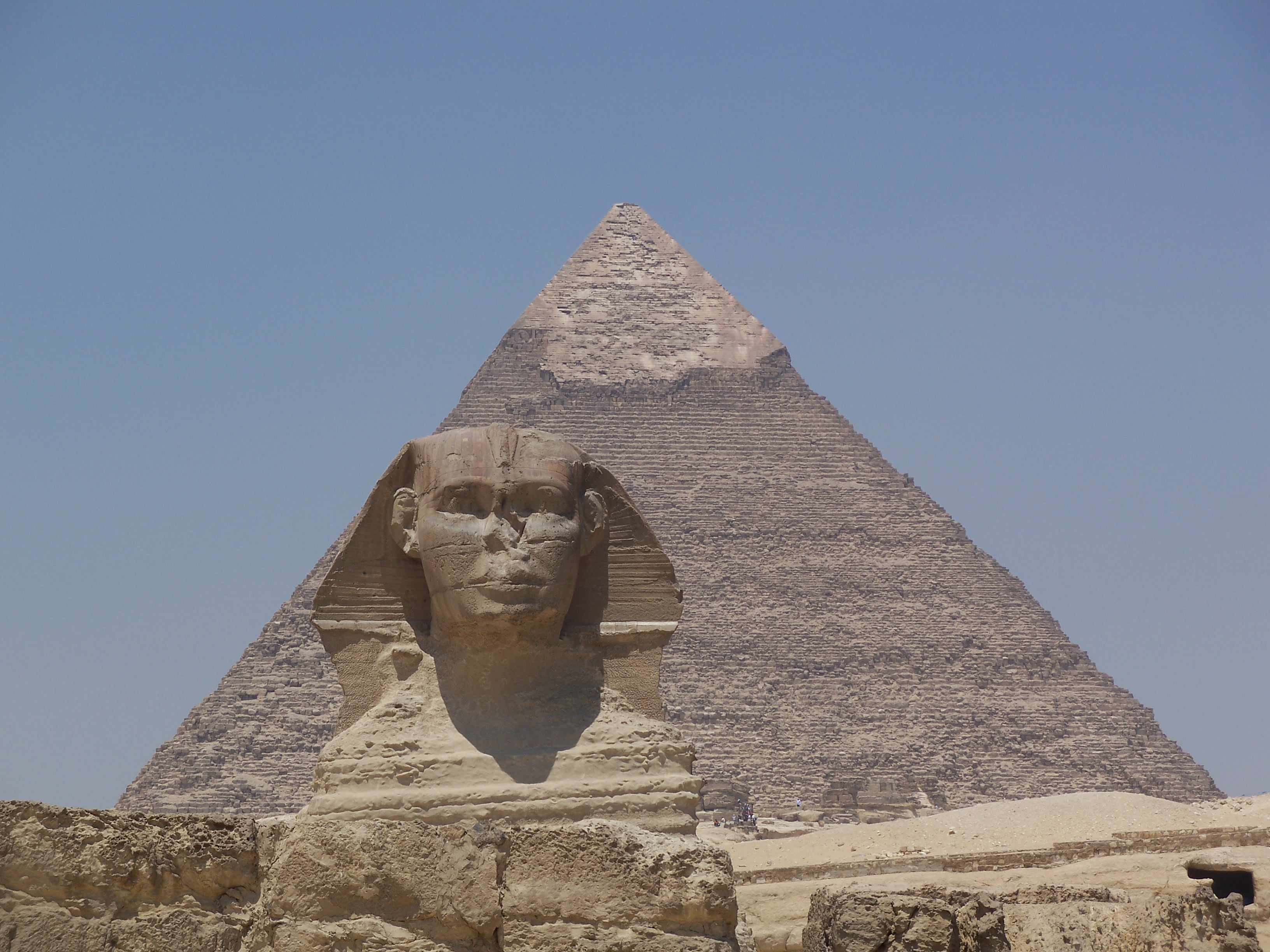
カフラーのピラミッドと大スフィンクス

カフラーはギーザの第2ピラミッドを建造した。このピラミッドはエジプト語ではウェル（エン）・カフラー（Wer(en)-Khafre）と呼ばれた。これは「カフラーは偉大なり」という意味である。
このピラミッドは付随するピラミッドを持っておりG2（GII）と分類されているが、誰が埋葬されているのか明らかではない。王の長男の体等を保護するためのシーリング材が見つかっており、カフラーのホルス名がある

### 河岸神殿
カフラーの河岸神殿はナイル川近く、スフィンクス神殿のすぐ隣に立っていたとされる。入口の道からはハトホルとブバスティスに言及する碑文が見つかっている。また、カフラーのホルス名（ウセルイブ）を伴う碑文の残骸の一部が発見されている。マリエットは1860年にカフラー像を発見した。いくつかの物は井戸の底から見つかっており頭が無かった。しかし完全な状態の像も見つかっている。

### 葬祭殿
葬祭殿はピラミッドに隣接して建設されている。葬祭殿からは石舟同様にカフラーの名前が記されたメイスヘッドが発見されている。

### 大スフィンクスとスフィンクス神殿
スフィンクスはカフラーの時代の物だと言われている。この見解はスフィンクスがカフラーのピラミッド神殿複合体に隣接して建造されており、損傷してはいるが、顔の造形が彼の彫像と類似しているように見えることに後押しされている。ギーザの大スフィンクスはカフラーのピラミッドの守護者として造られた可能性があり、王権の象徴でもあっただろう。スフィンクスは新王国時代には神格化された。

## 古代ギリシアの伝承の中のカフラー

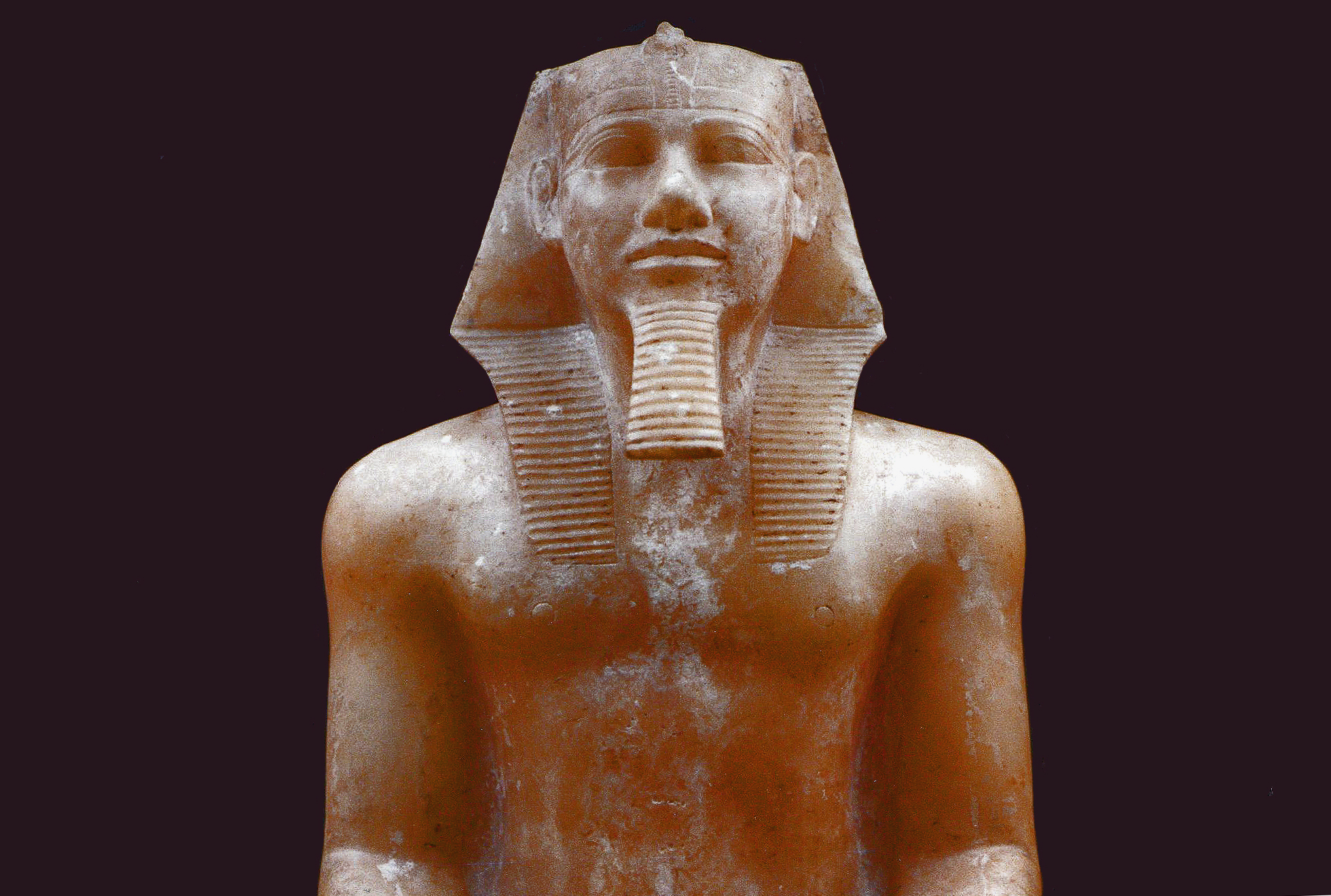
ファラオ、カフラー像, 恐らくメンフィス出土。現在エジプト考古学博物館収蔵。アラバスター製であり彩色の跡がある。

古代の歴史家マネトはカフラーを「スフィス2世」と呼んでいる。そしてその在位年数を66年としているが、それ以外に彼について何も記していない。
古代ギリシアの歴史家ディオドロスとヘロドトスはカフラーを異端者、冷酷な独裁者として描く。彼らはカフラー（どちらもカフラーの名前から変化した名前、ケフレンと呼んでいる。）は父である誇大妄想の独裁者ケオプス(クフ)の死後王位を継いだとしている。また、ヘロドトスとディオドロスはカフラーが50年統治したとし、貧しいエジプト人達は二人の王の合わせて106年の治世の間苦しまなければならなかったと主張している。
しかしまた、彼らはカフラーの後継者としてメンカウラー（彼等は「ミュケリノス」と呼んでいる）について述べ、この王は二人の前任者のカウンターパートであるとしている。ヘロドトスはメンカウラーについてクフとカフラーの残酷さに悲しみ失望し、平和と善とをエジプトに取り戻したと記述している。
現代のエジプト学者達はヘロドロスとディオドロスの物語は同時代の価値観による一種の中傷であると評価する。ギーザのピラミッド群のような特大の墳墓はギリシア人や、後の新王国時代の神官達をも悪い意味で驚かせたに違いない。なぜならばこれらは必ずや異端のファラオ・アクエンアテンと、その誇大妄想的な建築計画を思い起こさせたからである。この非常にネガティブな人物像は明らかにカフラーと彼の威圧感のあるピラミッドに投影された。このような見解は或いはカフラーの生きた時代、貴重な石で造られた巨大な彫像を作成し公衆の面前に設置することは王にのみ許されていたという事実によって増大されたかもしれない。ギリシア人の著作家と葬儀神官や神殿の神官達は、この壮大なモニュメントについて誇大妄想的な性格の結果とする以上の説明をすることができなかった。これらの見解と事の顛末はギリシア人の歴史家達によって熱心に収集されたので、カフラーについての否定的な評価が構築された。なぜならば、スキャンダラスな物語は聖徳の王について語る（退屈な）物語よりも読み手に好まれたからである。